# Quim Torra
Joaquim Torra i Pla, conhecido como Quim Torra, (Blanes, 28 de dezembro de 1962) é um advogado, editor, escritor e político catalão. Em 2015, foi nomeado presidente da Òmnium Cultural (uma associação para a promoção da língua e da cultura catalãs) em substituição de Muriel Casals, cargo que transferiu para Jordi Cuixart no final do mesmo ano. Em 2017, foi eleito membro do Parlamento da Catalunha pela coligação eleitoral Juntos pela Catalunha. Em 10 de maio de 2018, Quim Torra foi indicado como candidato à Presidência da Generalidade da Catalunha por Carles Puigdemont.
Em 14 de maio de 2018, Torra foi eleito pelo Parlamento como 131.° presidente da Generalidade da Catalunha, tendo tomado posse no dia 17 de maio.

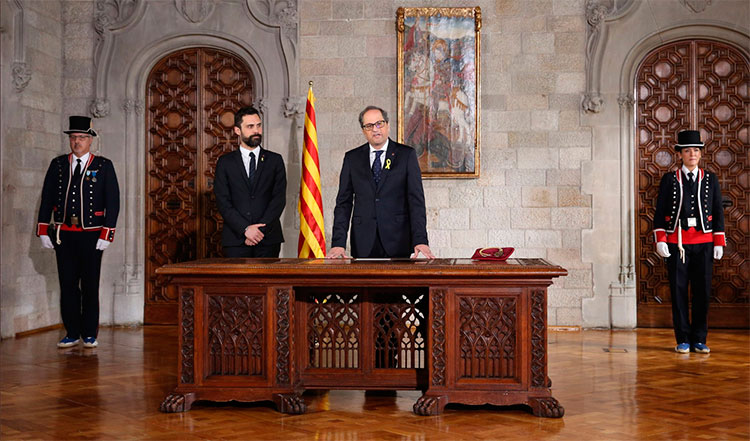
Quim Torra na sua tomada de posse no Palácio da Generalitat.